# Slámova sluj
Slámova sluj – jaskinia w Czechach, na terenie Štramberka (Zámecký vrch), a dokładnie w obrębie dawnego zamku Štramberk, w pobliżu wieży Trúba.
Wejście (metalowa klapa w betonowym obramowaniu) umieszczone jest w piwnicy schroniska turystycznego – Chaty Adolfa Hrstky (dawniej Rašínovej). Stoi ona na terenie tzw. dolnego pałacu zamkowego (niezachowanego). Głębokość jaskini wynosi 60 metrów. Odkryto ją 20 listopada 1924, podczas kopania fundamentów dla budowanego schroniska.
Górna część to pionowa studnia – wejście może odbywać się tylko z użyciem liny. Następnie jaskinia opada stromo w dół. W jednym z dolnych pomieszczeń przymocowana jest pięciometrowa, metalowa drabinka. W dolnej części korytarz zwęża się do rozmiarów uniemożliwiających przejście. Wewnątrz znajduje się dość uboga szata naciekowa, zwłaszcza w komnacie Fifinův dóm.
Nazwa upamiętnia Františka Slámę – śląskiego działacza narodowego, pisarza i polityka związanego z Czeskim Cieszynem. W swojej twórczości często nawiązywał do Štramberka i opisywał podziemne korytarze pod tutejszym zamkiem.
Wejście do jaskini jest udostępnione dla turystów od 17 września 2011, ale z uwagi na trudny charakter zejścia możliwe jest tylko obejrzenie strefy wejściowej przez kratę.